# Bickmore (Virginia Occidental)
Bickmore es un área no incorporada ubicada en el condado de Clay (Virginia Occidental), Estados Unidos. Está catalogada como un asentamiento humano por la Junta de Nombres Geográficos de los Estados Unidos.
El número de identificación (ID) asignado por el Servicio Geológico de Estados Unidos es 1535764.

## Geografía
Se encuentra a una altitud de 289 m s. n. m. (948 pies) según el conjunto de datos de elevación nacional.